# Joseph Clauder
Joseph Clauder, auch: Clauderus (* 27. August 1586 in Moßbach; † 5. Oktober 1653 in Altenburg) war ein deutscher evangelischer Theologe, Kirchenliedkomponist und Dichter.

## Leben
Er immatrikulierte sich am 19. Juni 1607 an der Universität Wittenberg und erwarb sich am 23. März 1613 den akademischen Magistergrad. Daraufhin ging er als Konrektor nach Neustadt an der Orla und wurde dann Schulrektor in Altenburg, wo er zuletzt als Archidiakon wirkte und verstarb. Seine Oratio de horrida superioris pontficiae et florida excultaque nostrae lutheranae aetatis latinitate hat der Verleger Christian Friedrich Wilisch (1704–1684) in die Jubila Altenburgensia mit aufgenommen.
Außerdem gibt es von ihm mehrere lateinische Dichtungen. So zum Beispiel De Spiritu Sancto, die ihm die Ehre eines kaiserlichen gekrönten Poeten einbrachte. Auch das Lied Ach Herr Gott, welches eine Verdeutschung aus dem Lateinischen ist, geht auf ihn zurück. Sein Leben hat der Thüringer Theologe Johann Sebastian Mitternacht beschrieben.
Sein Sohn Gabriel Clauder war Arzt und Alchemist.